# Raymond v. Raymond
Raymond V. Raymond — шестой студийный альбом американского певца Ашера, выпущенный 26 марта 2010 года. Альбом записывался с 2008 по 2010 года. Продюсерами альбома стали сам Ашер, Джермейн Дюпри, The Runners, Эстер Дин, Polow Da Don, RedOne.
Raymond V. Raymond дебютировал на первом месте в чарте Billboard 200, разойдясь в количестве 329 000 экземпляров за первую неделю продаж. Всего пластинка разошлась тиражом более 1 000 000 экземпляров в США. Альбом получил платиновый статус в США.

## Список композиций
| №   | Название                                           | Продюсер(ы)                       | Длительность |
| --- | -------------------------------------------------- | --------------------------------- | ------------ |
| 1.  | «Monstar»                                          | Jimmy Jam & Terry Lewis           | 5:01         |
| 2.  | «Hey Daddy (Daddy's Home)»                         | The Runners, Рико Лав             | 3:44         |
| 3.  | «There Goes My Baby»                               | Jim Jonsin, Рико Лав              | 4:41         |
| 4.  | «Lil Freak» (при участии Ники Минаж)               | Polow da Don                      | 3:54         |
| 5.  | «She Don't Know» (при участии Ludacris)            | Bangladesh, Шон Гарретт           | 4:03         |
| 6.  | «OMG» (при участии will.i.am)                      | will.i.am                         | 4:29         |
| 7.  | «Mars vs. Venus»                                   | Jimmy Jam & Terry Lewis           | 4:22         |
| 8.  | «Pro Lover»                                        | Jimmy Jam & Terry Lewis           | 5:02         |
| 9.  | «Foolin' Around»                                   | Брайан-Майкл Кокс, Джермейн Дюпри | 4:11         |
| 10. | «Papers»                                           | Zaytoven, Шон Гарретт             | 4:21         |
| 11. | «So Many Girls» (дополнительный вокал Шона Комбса) | Danja                             | 4:36         |
| 12. | «Guilty» (при участии T.I.)                        | AJ «Prettyboifresh» Parhm         | 3:44         |
| 13. | «Okay»                                             | James «JLack» Lackey              | 3:15         |
| 14. | «Making Love (Into the Night)»                     | Jim Jonsin, Рико Лав              | 3:36         |

| №   | Название                                                                | Продюсер(ы)             | Длительность |
| --- | ----------------------------------------------------------------------- | ----------------------- | ------------ |
| 15. | «Love 'Em All»                                                          | Tricky Stewart          | 3:40         |
| 16. | «DJ Got Us Fallin' in Love» (при участии Pitbull)                       | Макс Мартин             | 3:42         |
| 17. | «Hot Tottie]» (при участии Jay-Z)                                       | Polow da Don            | 5:01         |
| 18. | «Lay You Down»                                                          | Tha Cornaboyz           | 4:04         |
| 19. | «Lingerie»                                                              | Jimmy Jam & Terry Lewis | 4:15         |
| 20. | «Get in My Car» (при участии Bun B)                                     | Polow da Don            | 4:10         |
| 21. | «Somebody to Love» (при участии Джастина Бибера)                        | The Sterotypes          | 3:39         |
| 22. | «Stranger»                                                              | Drumma Boy              | 4:42         |
| 23. | «Dirty Dancer» (дуэт с Энрике Иглесиасом) (бонус-трек в Великобритании) | RedOne                  | 3:36         |
| 24. | «More» (бонус-трек в Великобритании)                                    | RedOne                  | 3:49         |

| №   | Название | Producer(s) | Длительность |
| --- | -------- | ----------- | ------------ |
| 15. | «More»   | RedOne      | 3:49         |

| №   | Название                                                | Продюсер(ы) | Длительность |
| --- | ------------------------------------------------------- | ----------- | ------------ |
| 15. | «Hey Daddy (Daddy's Home)» (ремикс) (при участии Plies) | The Runners | 4:16         |